# بيفي فيرجونتي
بيفي فيرجونتي هي بلدية تقع في مقاطعة فيربانو-كوزيو-أوسولا في منطقة بييمونتي في إيطاليا. تقع على بُعد حوالي 20 كم شمال غرب فيربانيا وحوالي 110 كم شمال شرق تورينو.

## الجغرافيا
تقع بيفي فيرجونتي في وادي أوسولا حيث يصب نهر أنزا في نهر توتشي. تحدها من الغرب إلى الشرق البلديات المجاورة وهي بيديموليرا، فوجونيا، بريموسيلو-كيوفندا، وأنزولا د'أوسولا.

## المعالم الرئيسية
- كنيسة بيفي فيرجونتي

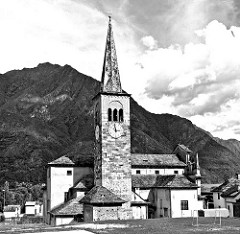
كنيسة القديس فينسينزو والقديس أنستاسيو

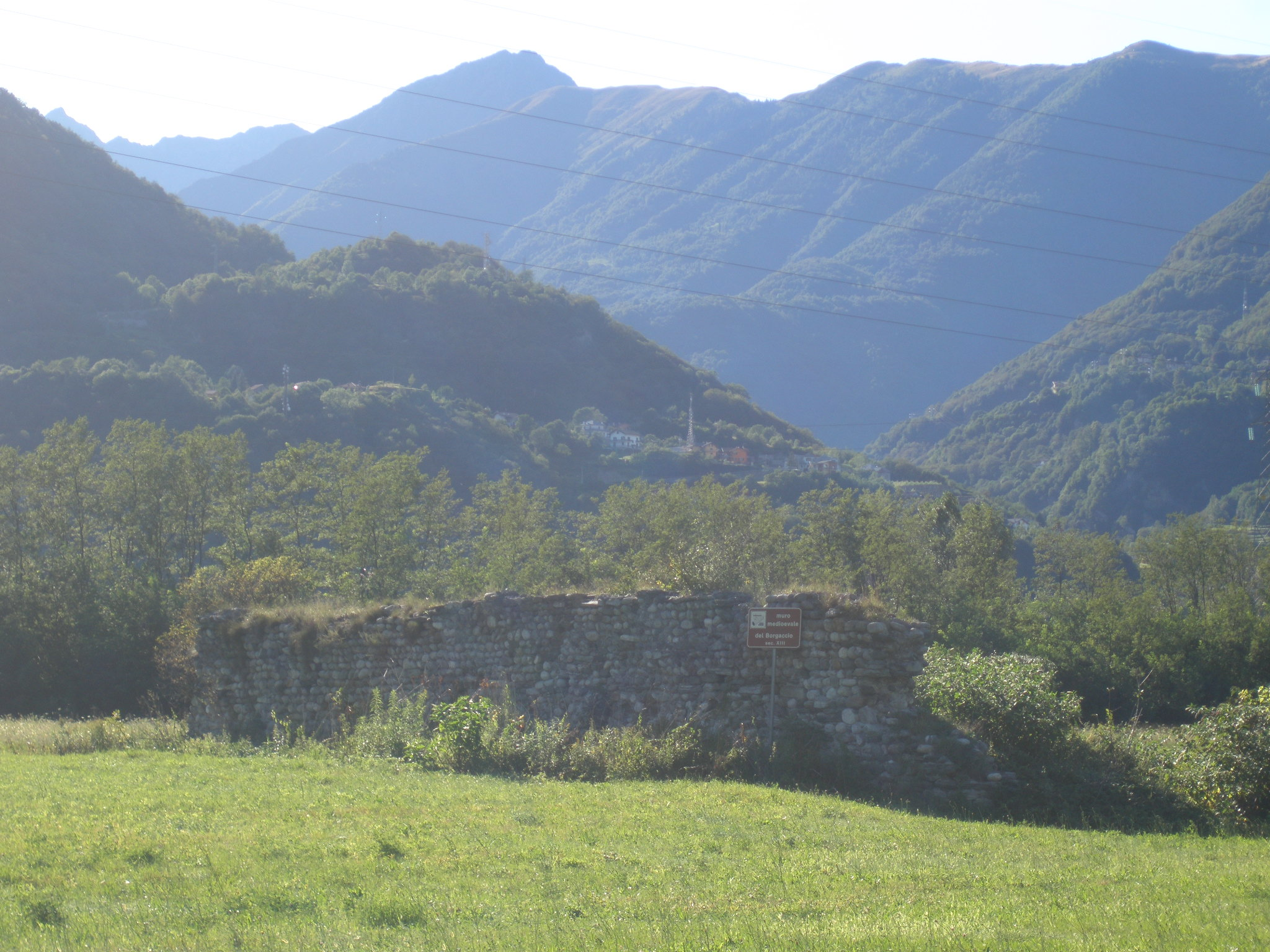
جدار بورغاشيو الروماني، جزء من بقايا ميناء النهر

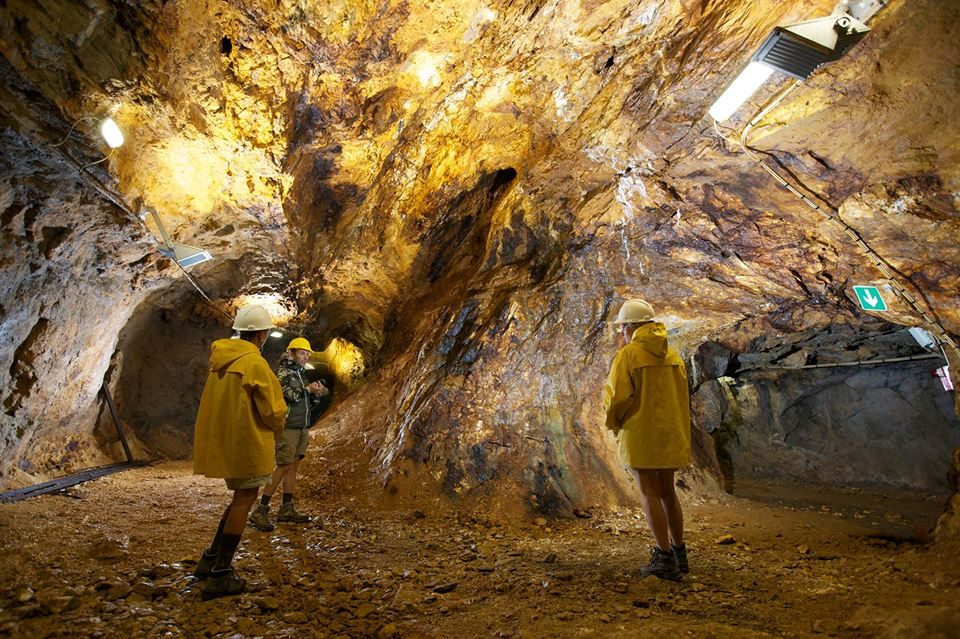
منجم الذهب في وادي توبا

- قرية العمال، من تصميم المعماري باولو فييتي-فيولي من فوجونيا، وتُعد مع قرية فيلا دوسولا من النماذج النموذجية لقُرى العمال الشمالية التي أُنشئت في عهد بينيتو موسوليني (1922–1943).[4]
- مصنع كيميائي، ومكاتب من تصميم فييتي-فيولي
- السينما، من تصميم فييتي-فيولي[5]
- مطحنة لطحن خام الذهب، حيث لم يبقَ منها سوى الحوض، في منتزه شهداء الحرب العظمى
- جدار بورغاشيو، بجوار نهر توتشي، الذي يفصل بيفي فيرجونتي عن القرية المجاورة فوجونيا. وهو بقايا جدار قلعة بياترا سانتا التي دُمرت في 9 فبراير 1348، ويُطلق عليه عمومًا جدار بورغاشيو.

## الجغرافيا
تقع بلدة بييفي فيرغونتي في وادي أوسولا حيث يتدفق نهر أنزا إلى توتشي. يحدها من الغرب إلى الشرق البلديات التالية: بييديموليرا، فوجونا، بريموزيلو-تشيوفيندا، وأنزولا دأوسولا. تبعد حوالي 
 شمال غرب فيربانيا و
 شمال شرق تورينو.
البلدة مخدومة بالطريق السريع 33 من سيمبلون.

## المعالم الرئيسية
- كنيسة بييفي فيرغونتي

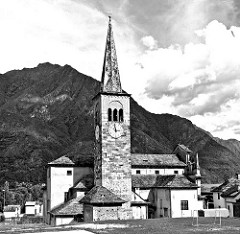
كنيسة القديس فينسينزو وسانت أناستاسيو

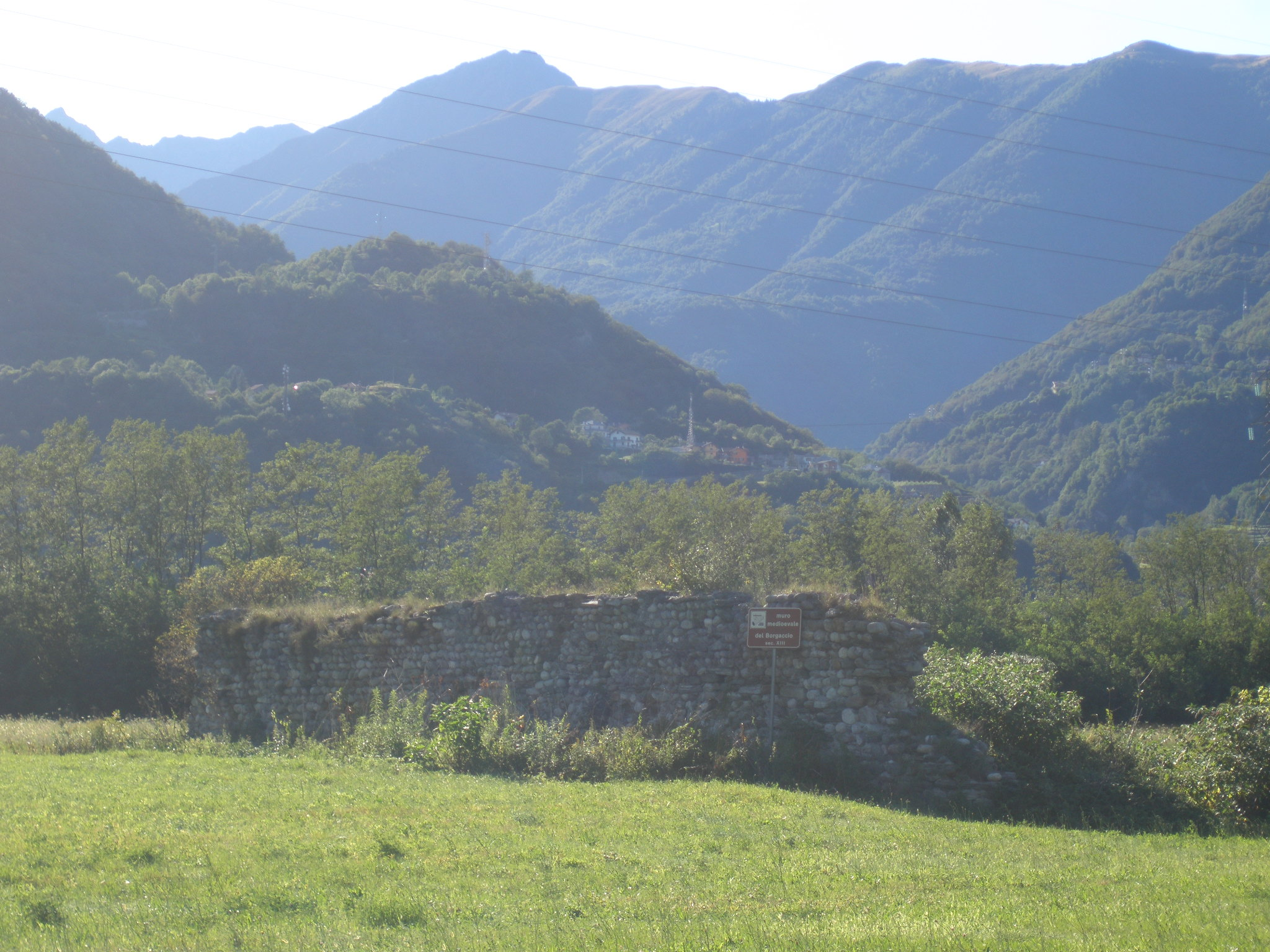
حائط بورغاتشيو الروماني، جزء من أنقاض ميناء النهر.

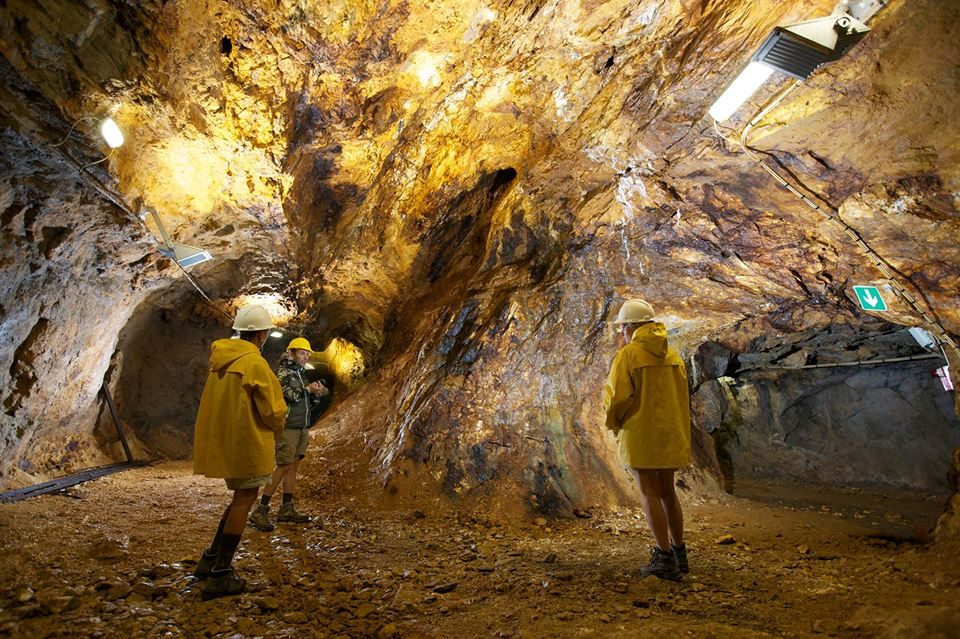
منجم الذهب في وادي توبا

- قرية العمال التي صممها المهندس المعماري باولو فييتي-فيولي من فوجونا، وهي إحدى القرى النموذجية للعمال الشماليين التي بُنيت خلال حكم بينيتو موسوليني (1922–1943).[8]
- المصنع الكيميائي، الذي يضم مكاتب صممها فييتي-فيولي
- السينما، من تصميم فييتي-فيولي[9]
- الطاحونة لطحن خام الذهب، التي لم يبقَ منها سوى الحوض، وتقع في حديقة شهداء الحرب العظمى
- جدار بورغاتشيو، قرب نهر توتشي، الذي يفصل بييفي فيرغونتي عن القرية المجاورة فوجونا. هو بقايا جدار قلعة بيترا سانتا، التي دُمرت في 9 فبراير 1348 ويطلق عليه عادةً اسم بورغاتشيو.

## الاقتصاد

### الصناعة
تأسس المصنع الكيميائي الصناعي في بييفي فيرغونتي في عام 1915 بمبادرة من شركة إيطاليا للمنتجات المتفجرة (PETS) في ميلانو برأس مال قدره 2,500,000 ليرة. كان أول منتج عسكري هو يود أحادي الكلوريد من كلوروبنزين وفوسجين، وتم استخدامه خلال الحرب العالمية الأولى وفيما بعد في الحملة الأفريقية.
أثناء الحرب العالمية الثانية، تم إنتاج عملية كلور القلوي وحمض الكبريتيك والأسمدة. بعد الحرب، ومع إيقاف إنتاج حمض الكبريتيك، قامت شركة روميانكا، ومن ثم مجموعة SIR، بتطوير خطوط إنتاج جديدة لتصنيع دي دي تي وكلوروماتيكيات. وقد استخدمت الولايات المتحدة الأمريكية هذه المنتجات خلال حرب فيتنام.
في عام 1981، تم نقل منشآت الشركة إلى مجموعة ENI وشركة ANIC. استمرت مصانع ANIC، ثم EniChem، في إنتاج الـ دي دي تي حتى يونيو 1996، وواصلت الإنتاج حتى بيعها في 1 يوليو 1997 لشركة تيسندرلو، إيطاليا. يتم إنتاج الكلور القلوي، الكلور، و HCL الاصطناعي العطري لشركة تيسندرلو.
في مايو 2013، باعت مجموعة تيسندرلو شركتها Tessenderlo Partecipazioni SpA وفرعها Tessenderlo Italy Srl إلى مجموعة المستثمرين الكيميائيين الدوليين (ICIG). تشمل المعاملة مصنع بييفي فيرغونتي (VB)، حيث يوجد الآن مصنع نشط للتحليل الكهربائي، وآخر لكلور العطريات، ومحطتان للطاقة الكهرومائية توفران الطاقة.

### إنتاج الطاقة
تنتج قرية بييفي فيرغونتي الكهرباء من الطاقة الكهرومائية. أكبر منتج هو شركة Edison، مع مصانع في فال أنزاسكا وبييفي فيرغونتي، وكلاهما يُغذى بمياه نهر أنزا، بإنتاج سنوي متوسط يبلغ 95 جيجاواط ساعة. ثاني أكبر منتج هو مصنع باتيجيو التابع لتيسندرلو، السابق روميانكا في سيبو موريلي في فال أنزاسكا، على نهر توتشي في ميغولو، ويبلغ متوسط الإنتاج الكلي 90 جيجاواط ساعة.

### الموارد الطبيعية والمعادن
تم استخراج البيريتات الحاملة للذهب في وادي توبا باستخدام الزئبق.